# Курмач-Байгол
Курма́ч-Байго́л — село в Турочакском муниципальном районе Республики Алтай России. Административный центр Курмач-Байгольского сельского поселения.

## Этимология
Курмач — поджаренная ячневая или овсяная крупа. Из тюрк.; ср. тел., чагат. kurmac:
1. крупа из поджаренного ячменя;
2. жареная пшеница, тур. kavyrmac, kavurmac;
3. поджаренные хлебные зерна (Радлов 2, 470, 965); см. Каннисто, FUF 17, 112 и сл.

## География
Находится на левом берегу реки Байгол (приток реки Лебедь).
С запада ограничено рекой Олуночак, с востока и с севера рекой Байгол, с юга хребтом Тегри-Чокон (724 м).
На склонах окружающих гор произрастают пихта, берёза, в подлеске — земляника.

## Население
| 2010 | 2011 | 2012 | 2013 | 2014 | 2015 | 2016 |
| ---- | ---- | ---- | ---- | ---- | ---- | ---- |
| 214  | ↗215 | ↗224 | ↘220 | ↘214 | ↗215 | ↘211 |

Национальный состав
Проживают челканцы, а также тубалары, кумандинцы и русские.

## Инфраструктура
В селе находятся общеобразовательная школа, дом культуры, фельдшерско-акушерский пункт, библиотека, почта, магазины.

## Транспорт
До села можно добраться из села Турочак по горной дороге, мимо сел Стретинка, Советский Байгол и Иткуч.

## Известные люди
Пустогачева, Роза Макаровна (1939—2025) — врач-онколог, Заслуженный врач Российской Федерации (1996).